# Eugénie Raffin
Eugénie Raffin es una deportista francesa que compitió en vela en la clase Mistral. Ganó una medalla de bronce en el Campeonato Europeo de Mistral de 2001.

## Palmarés internacional
| \| Campeonato Europeo \| Campeonato Europeo \| Campeonato Europeo \| Campeonato Europeo \| \| Año \| Lugar \| Medalla \| Clase \| \| ------------------ \| ------------------ \| ------------------ \| ------------------ \| \| 2001 \| Marsella (Francia) \| Medalla de bronce \| Mistral \| |                    |                   |         |
| Campeonato Europeo |                    |                   |         |
| Año | Lugar              | Medalla           | Clase   |
| 2001 | Marsella (Francia) | Medalla de bronce | Mistral |